# Tetrazygia tuerckheimii
Tetrazygia tuerckheimii är en tvåhjärtbladig växtart som först beskrevs av Célestin Alfred Cogniaux, och fick sitt nu gällande namn av Erik Leonard Ekman och Ignatz Urban. Tetrazygia tuerckheimii ingår i släktet Tetrazygia och familjen Melastomataceae. Inga underarter finns listade i Catalogue of Life.